# Bruebach
Bruebach é uma comuna francesa na região administrativa de Grande Leste, no departamento Alto Reno. Estende-se por uma área de 6,98 km². Em 2010 a comuna tinha 1 090 habitantes (densidade: 156,2 hab./km²).